# Abitibi Canyon
Pour les articles homonymes, voir Abitibi (homonymie).
Abitibi Canyon est une localité canadienne située dans le territoire non organisé de Cochrane, Unorganized, North Part qui fait partie du district de Cochrane dans le Nord-Est de l'Ontario. Elle est située à 4 km au nord-est de Fraserdale sur la rivière Abitibi.

## Histoire
La construction d'une centrale hydroélectrique a Abitibi Canyon a débuté en 1930 pour Ontario Power Service Corporation, une compagnie subsidiaire de Abitibi Power and Paper Company devenue Abitibi-Consolidated. Les travaux ont été suspendus quelques années plus tard et le projet a été repris par la société d'état Ontario Hydro en 1933. La communauté d'Abitibi Canyon s'établit en 1930 afin de supporter la construction du barrage. Dans les premiers temps, les employés arrivaient par le chemin de fer par le biais de Fraserdale. Plus tard, ils utilisaient des chemins privés ou des hydravions. En 1966, une route fut construction pour relier Fraserdale à Smooth Rock Falls qui est l'actuelle autoroute 634. 
Dans les années 1940, la population de la communauté pour Ontario Hydro était de 130. En 1982, la population était près de 300. Cependant, en 1980, Ontario Hydro a décidé de fermer la communauté pour des raisons financières.